# Skønheden og dyret
|  | Denne artikel er oprettet af botten PalnaBot ud fra en ekstern database. Den kan derfor have sproglige fejl eller mangler. Denne skabelon kan fjernes efter kontrol af indholdet. |

Skønheden og dyret er en dukkefilm fra 1989 instrueret af Romana Burianová efter manuskript af Romana Burianová.

## Handling
Dukkefilm bygget over Beaumonts eventyr om faderen, der må overlade sin yndlingsdatter til et udyr, som først bliver til menneske, da den smukke, unge pige kysser ham